# Shamrock (Oklahoma)
Shamrock – miasto w Stanach Zjednoczonych, w stanie Oklahoma, w hrabstwie Creek.